# Type 4 Ho-Ro
Le Type 4 Ho-Ro (日本語: 四式十五糎自走砲 ホロ, Type 4 de l'Armée impériale, 15cm canon automoteur Ho-Ro) était un canon automoteur développé par l'Armée impériale japonaise pendant la Seconde Guerre mondiale.

## Développement
Inspirés par la série des Grille allemands, particulièrement par le canon automoteur de support d'infanterie 15 cm sIG 33, les ingénieurs du bureau technique de l'armée ont voulu faire de même. La production a été attribuée à Mitsubishi Heavy Industries. Le nombre exact produit en 1944 est incertain, mais il a été d'environ 12 unités.

## Conception

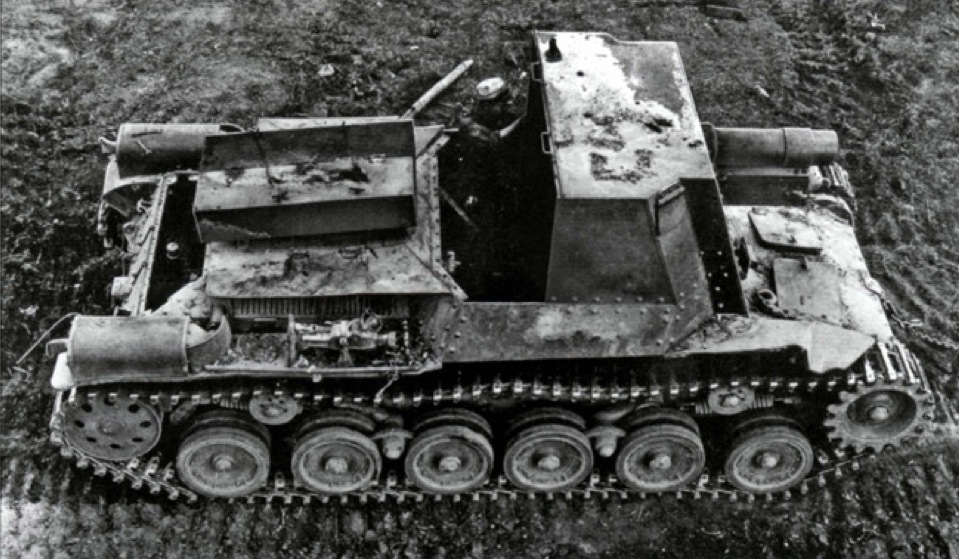
Vue du dessus

Le châssis sélectionné était celui, modifié, du Type 97 Chi-Ha. Sur celui-ci, un obusier Type 38 150 mm, basé sur un design de Krupp a été monté, un modèle daté de 1905 et retiré du service comme étant obsolète en 1942. L'arme était capable de tirer un obus de 36 kilogrammes à 6 000 mètres. L'équipage du véhicule était protégé par une superstructure et son blindage avant était de 25 mm, mais non protégé sur les côtés et à l'arrière, ce qui le rend vulnérable en cas de combat rapproché. Le canon n'avait qu'un débattement de 3 degrés en azimut, et une faible cadence de tir en raison de sa culasse et du poids des munitions.

## Histoire du combat
Le Type 4 Ho-Ro a été mis en service et déployé dans des pelotons de quatre. Ils ont vu le combat dans la 2e division blindée, réassignée à la 14e armée régionale, au cours de la Campagne des Philippines en 1945. D'autres unités ont été déployées à Okinawa, un ou deux par île pour les défendre au cours de la Bataille d'Okinawa, mais ils étaient nettement en infériorité numérique face à l'artillerie américaine.

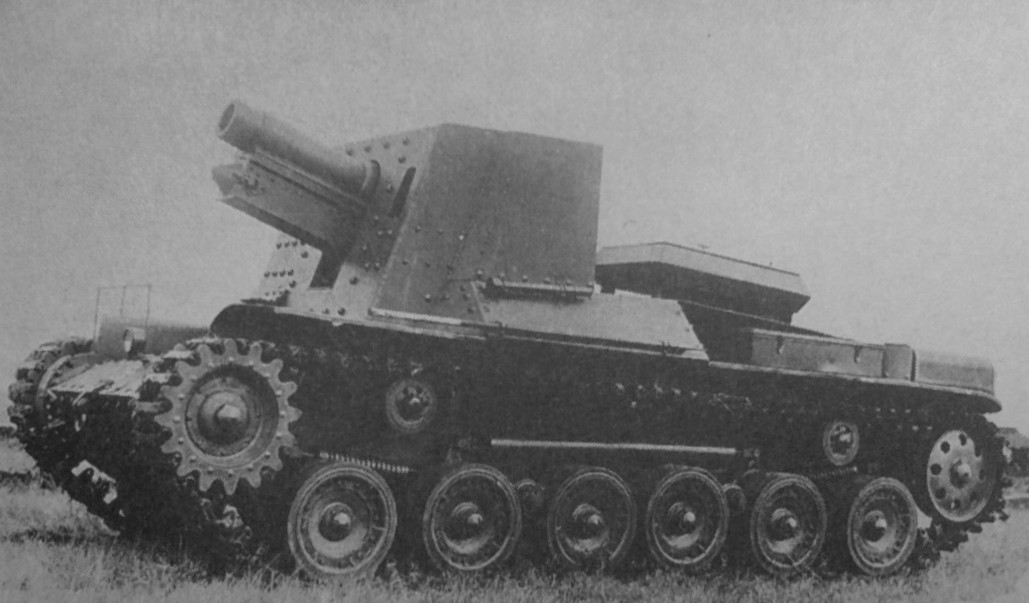
Type 4 Ho-Ro, vu de côté